# روبرت ديفيس جونسون
روبرت ديفيس جونسون (بالإنجليزية: Robert Davis Johnson)‏ هو محامي وقاضي وسياسي أمريكي، ولد في 12 أغسطس 1883، وتوفي في 23 أكتوبر 1961 في مارشال في الولايات المتحدة. حزبياً، نشط في الحزب الديمقراطي. وقد انتخب عضو مجلس النواب الأمريكي.